# جيرارد ويبر
جيرارد ويبر (بالهولندية: Gerard Weber)‏ هو لاعب كرة قدم هولندي، ولد في 22 أغسطس 1941 في سيرتوخيمبوس في هولندا. لعب مع نادي آيندهوفن.